# Malostranská (Plzeň)
Malostranská je ulice v části Doudlevce v Plzni. Spojuje Slovanskou s Mostní ulicí. Název je odvozen od místního názvu Malá Strana. Ze severu do ní vstupují ulice Hluboká, Jasanová, Pod Hájem, Pod Homolkou a Květná. Veřejná doprava vede celou délkou ulice. Je řešena trolejbusy a autobusy a zastávkou Vodárna ve spodní části ulice. Ulice končí u řeky Radbuzy, konkrétně u Malostranského mostu. V celé délce je také cyklostezka. Ve spodní části ulici protíná naučná stezka Údolím Radbuzy a cyklostezka č. 3, 31. U řeky se plánuje vybudovat speciální slalomový kanál pro vodáky.

## Budovy, firmy a instituce
- vodárna[4]
- Škoda sport park (inline dráha, bowling, skatepark)[5]
- restaurace